# Венґерце (Великопольське воєводство)
Венґерце (пол. Węgierce) — село в Польщі, у гміні Тарнувка Злотовського повіту Великопольського воєводства.
Населення — 505 осіб (2011).
У 1975-1998 роках село належало до Пільського воєводства.

## Демографія
Демографічна структура станом на 31 березня 2011 року:
|          | Загалом | Допрацездатний вік | Працездатний вік | Постпрацездатний вік |
| -------- | ------- | ------------------ | ---------------- | -------------------- |
| Чоловіки | 271     | 59                 | 184              | 28                   |
| Жінки    | 234     | 52                 | 134              | 48                   |
| Разом    | 505     | 111                | 318              | 76                   |